# Alex Padilla
Alex Padilla (wym. [ˈɑle̞ks̠ pəˈdiːə]; ur. 22 marca 1973 w Los Angeles) – amerykański polityk pochodzenia meksykańskiego, od 20 stycznia 2021 senator Stanów Zjednoczonych z Kalifornii, w latach 2015–2021 sekretarz stanu Kalifornii, w latach 2006–2014 członek Senatu Kalifornii, przewodniczący (w latach 2001–2006) i członek (w latach 1999–2006) Rady Miasta Los Angeles.

## Życiorys
Urodził się 22 marca 1973 w Los Angeles jako syn imigrantów z Meksyku. Dorastał w Pacoimie, ukończył San Fernando High School. W 1994 roku zdobył tytuł bachelor’s degree z inżynierii mechanicznej na Massachusetts Institute of Technology. Po ukończeniu MIT Padilla ponownie zamieszkał w Pacoimie. Pracował jako inżynier dla Hughes Aircraft Company. W 1995 roku dołączył do Partii Demokratycznej. Pełnił funkcję asystenta Dianny Feinstein.
1 lipca 1999 został członkiem, a dwa lata później przewodniczącym Rady Miasta Los Angeles. Alex Padilla został najmłodszą osobą i pierwszym Latynosem pełniącym funkcję przewodniczącego Rady Miasta Los Angeles. Podczas sprawowania tego urzędu został przewodniczącym League of California Cities. W 2006 roku Padilla został wybrany członkiem Senatu Kalifornii. Uzyskał reelekcję w 2010 roku. Jako stanowy senator Padilla skupiał się na walce ze zmianą klimatu, poszerzaniu możliwości edukacyjnych i ochronie zdrowia mieszkańców Kalifornii.
11 kwietnia 2013 Padilla ogłosił, że w 2014 roku będzie się ubiegał o stanowisko sekretarza stanu Kalifornii. W przeprowadzonych 4 listopada 2014 wyborach zdobył 3 799 711 głosów, co pozwoliło mu na objęcie funkcji sekretarza stanu Kalifornii. 6 listopada 2018 uzyskał reelekcję, zdobywając 7 909 521 (64,5%) głosów ważnych. Jako sekretarz stanu zarejestrował do głosowania w wyborach prezydenckich w 2020 roku rekordowe 22 047 448 Kalifornijczyków. 18 stycznia 2021 przestał pełnić tę funkcję.
22 grudnia 2020, po wyborze Kamali Harris na stanowisko wiceprezydenta Stanów Zjednoczonych, gubernator Kalifornii Gavin Newsom wskazał Alexa Padillę na jej następcę. 20 stycznia 2021 wiceprezydent Stanów Zjednoczonych, Kamala Harris zaprzysiężyła Padillę na senatora. W wyborach do w 2022 roku został wybrany na swoją pierwszą pełną kadencję, pokonując republikanina, Marka Meusera.

## Poglądy polityczne
„The Wall Street Journal” określiło Padillę jako umiarkowanego demokratę. Uważa, że kobiety powinny mieć prawo do przerywania ciąży „na życzenie”. Popiera zaostrzenie kar za przestępstwa seksualne i narkotykowe.

## Życie prywatne
Żonaty z Angelą, z którą mieszka w Dolinie San Fernando i z którą ma trójkę synów – Romana, Alexa i Diego.